# Fenoxibenzamina
La fenoxibenzamina es un medicamento con propiedades anti-adrenérgicos mayormente selectivo por el receptor α1, cuyo principal uso clínico es en el manejo de la vasoconstricción producida en pacientes con feocromocitoma y, por lo tanto, mejora las cifras de tensión arterial en estos pacientes. Fue la primera droga usada en el tratamiento de la hipertrofia benigna de próstata, aunque su uso en esos trastornos es limitado por razón de sus efectos secundarios desfavorables.

## Farmacología
La fenoxibenzamina ya no es usada como un antihipertensivo debido a que cuando se bloquean los receptores alfa 2 inhibidores presinapticos, aumenta la liberación de noradrenalina, lo que estimula la elevación del gasto cardíaco por los cardiorreceptores Beta.  La fenoxibenzamina forma un enlace covalente permanente con el receptor adrenérgico. Basado en el conocimiento actual de las estructuras de estos receptores, se ha sugerido una acción a nivel de la cisteína que se encuentra en la posición 3,36 de la hélice transmembrana 3, formando en vez, un enlace estable.  Por lo tanto, permanece permanentemente unido a su receptor, previniendo que la adrenalina o la noradrenalina se unan a sus receptores. Ello causa vasodilatación de los vasos sanguíneos por su efecto sobre los receptores adrenérgicos de las paredes de los vasos, conllevando a una baja en las cifras tensionales.
No se conocen bien las propiedades farmacocinéticas de la fenoxibenzamina, aunque se sabe que se absorbe después de su administración oral y tiene una biodisponibilidad baja. Los efectos secundarios más frecuentes incluyen hipotensión postural, taquicardia, fatiga y náuseas.

## Estereoisomerismo
La fenoxibenzamina contiene un estereocentro, por lo que hay dos enantiómeros, la forma ( R ) y la forma ( S ) -. Todas las preparaciones comerciales contienen la droga como racemate.
| Enantiómeros de fenoxibenzamina | Enantiómeros de fenoxibenzamina |
| ------------------------------- | ------------------------------- |
| CAS-Nummer: 71799-91-2          | CAS-Nummer: 71799-90-1          |